# Leudes
Leudes (plural; singular: Leud, Leod), aus dem Althochdeutschen für „Leute“, waren ursprünglich bei den Franken zur Zeit der karolingischen Hausmeier die Hauptlehensleute. Dabei erhielten nur die angesehensten Leudes, die sich beim König in besonderem Maße verdient gemacht hatten, ein Lehen zugeteilt. Die im Umfeld des jeweiligen Lehens ansässige Bevölkerung  musste sowohl den König als auch die Leudes als ihren Herrn anerkennen. Dadurch wurden die Leudes immer mächtiger, sie wählten den Majordomus und bestimmten die Tagespolitik mit.
Die fränkischen Leudes sind mit den Frielingen Sachsens zu vergleichen, die als „Freie Männer“ ebenfalls den tragenden Stamm der sächsischen Gesellschaft bildeten, Stimmrecht hatten und Waffen tragen durften. Beiden Ständen unterstanden die Minderfreien, auch Halbfreie, Lassen, Laten oder Liten genannt, bei denen es sich um die zinshörige Bauern mit Erbberechtigung an ihrem Gut handelte. Durch Missernten, Krankheitsfälle oder kriegerische Auseinandersetzungen konnte es vorkommen, dass die Leudes ihr Land nicht mehr halten konnten und es an den Grundherrn übertragen mussten und anschließend selbst in den Stand der Lassen/Laten/Liten abrutschten.